# Hannes Kästner
Hannes Kästner (* 27. Oktober 1929 in Oetzsch-Markkleeberg; † 14. Juli 1993 in Leipzig) war ein deutscher Organist und Cembalist.
In seiner Schulzeit war Kästner von 1940 bis 1948 Mitglied des Leipziger Thomanerchors. Nach dem Abitur an der Thomasschule studierte er von 1948 bis 1952 Kirchenmusik bei Günther Ramin an der Staatlichen Hochschule für Musik in Leipzig.
Noch während seines Studiums 1949 leistete er Vertretungsdienste und wurde 1951 als offizieller Vertreter auf die unbesetzte Thomasorganisten-Stelle berufen. 1953 übernahm er das Amt, welches er bis 1984 bekleidete.
Nachdem 1960 das Amt des Thomaskantors durch Kurt Thomas’ Weggang vakant wurde, nahm er es kommissarisch wahr, bis Erhard Mauersberger 1961 durch die Stadt Leipzig bestellt wurde.
Ab 1960 unterrichtete Kästner in Leipzig an der Hochschule für Musik Orgel und Cembalo und wurde dort 1984 zum Professor für Orgelspiel berufen. Dieses Lehramt übte er bis zu seinem Tod aus.
Hannes Kästner spielte u. a. als Cembalist im Leipziger Bachorchester.